# Live at the Regal
Az 1965-ös Live at the Regal B. B. King koncertlemeze. Az albumot minden idők legnagyobb blues-albumai között tartják számon. Az albumot 1983-ban beiktatták a Blues Hall of Fame-be, a műfaj halhatatlan lemezei közé. A Rolling Stone listáján 141. helyre került. A pozitív kritikai fogadtatás ellenére B. B. King nem tartja legjobb felvételei egyikének. Szerepel az 1001 lemez, amit hallanod kell, mielőtt meghalsz című könyvben.

## Az album dalai
|     | Cím                                   | Szerző(k)              | Hossz |
| --- | ------------------------------------- | ---------------------- | ----- |
| 1.  | Every Day I Have the Blues            | Memphis Slim           | 2:38  |
| 2.  | Sweet Little Angel                    | Riley King, Jules Taub | 4:12  |
| 3.  | It's My Own Fault                     | King, Taub             | 3:29  |
| 4.  | How Blue Can You Get?                 | Leonard Feather        | 3:44  |
| 5.  | Please Love Me                        | King, Taub             | 3:01  |
| 6.  | You Upset Me Baby                     | King, Taub             | 2:22  |
| 7.  | Worry, Worry                          | Maxwell Davis, Taub    | 6:24  |
| 8.  | Woke Up This Morning (My Baby's Gone) | King, Taub             | 1:45  |
| 9.  | You Done Lost Your Good Thing Now     | Joe Josea, King)       | 4:16  |
| 10. | Help the Poor                         | Charlie Singleton      | 2:58  |

## Közreműködők
- B.B. King – gitár, ének
- Leo Lauchie – basszusgitár
- Duke Jethro – zongora
- Sonny Freeman – dobok
- Bobby Forte, Johnny Board – tenorszaxofon